# Dorothea Jordan
Pour les articles homonymes, voir Dorothy Jordan.
Dorothea Jordan, née Dorothea Bland le 22 novembre 1761 près de Waterford et morte le 5 juillet 1816 à Saint-Cloud, est une actrice de théâtre anglo-irlandaise.

## Biographie
Dorothea Bland naît le 22 novembre 1761 à Waterford, en Irlande ; elle commence sa carrière d'actrice à Dublin en 1777, avant de se produire au théâtre de Drury Lane à Londres en 1785, sous le nom de « Dorothea Jordan ».
En 1791, elle devient la maîtresse du duc de Clarence, troisième fils de Georges III, qui deviendra le roi Guillaume IV en 1830. De cette liaison, naîtront dix enfants illégitimes, portant tous le nom de FitzClarence. Le prince dit d'elle qu'elle est une « créature excellente, très domestique et se préoccupant de ses enfants ».

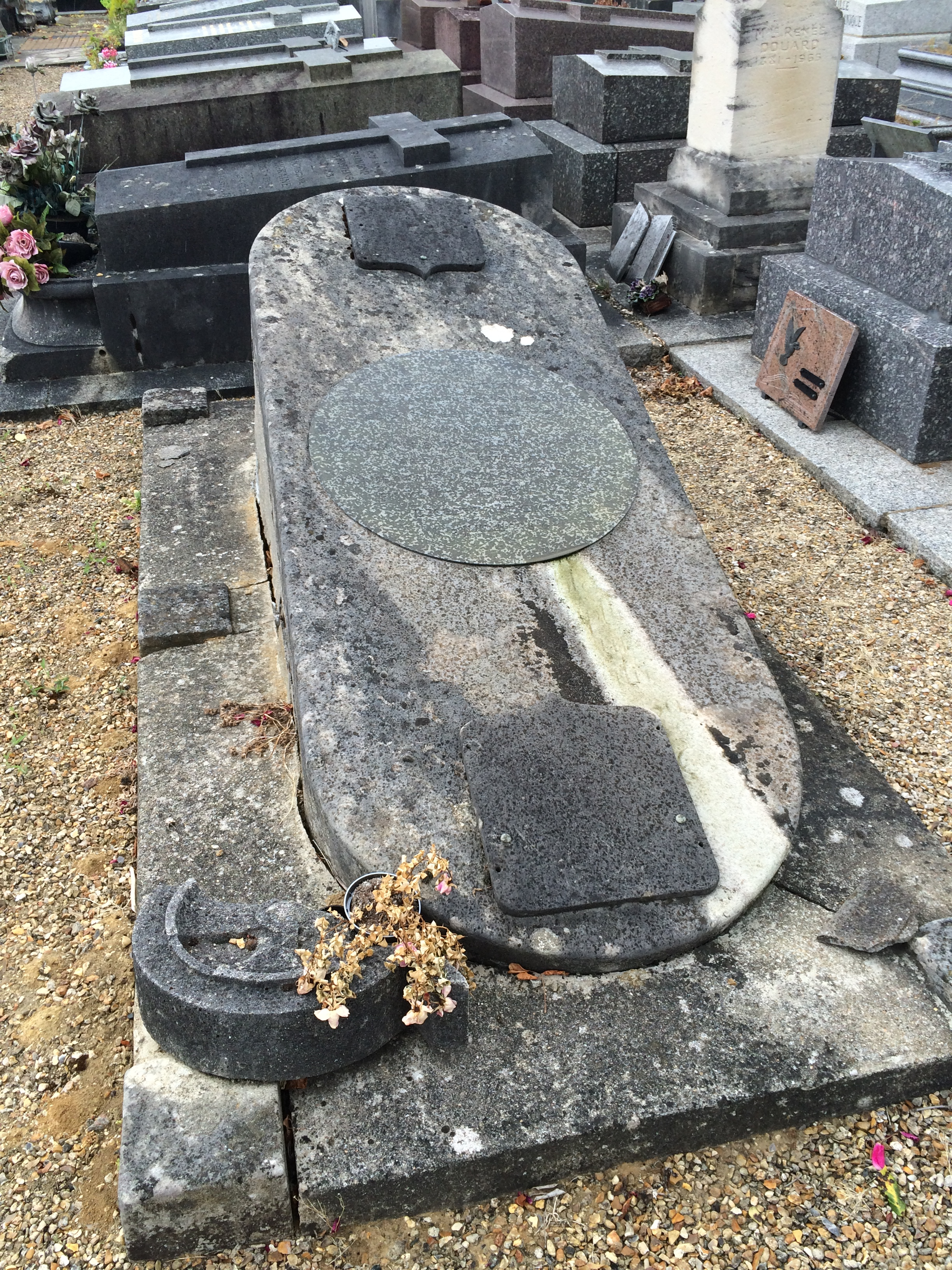
Tombe de Dorothea Jordan au cimetière de Saint-Cloud.

Après la séparation du couple en 1811, elle reçoit une pension annuelle de 4 400 livres sterling sous la condition de renoncer à la tutelle de ses fils et de ne jamais remonter sur scène. Ayant dû, pour payer ses dettes, reprendre certains rôles, elle est déchue de la tutelle de ses filles et perd sa pension. Retirée en France, elle y meurt le 5 juillet 1816 à l'âge de 54 ans. Elle est inhumée au cimetière de Saint-Cloud.

## Descendance
De sa liaison avec le duc de Clarence, elle a dix enfants illégitimes :
- George FitzClarence (1er comte de Munster) (1794-1842), épouse Mary Wyndham
- Henry Edouard FitzClarence (1795-1817), sans alliance
- Sophia FitzClarence (1796-1837), épouse Philip Sidney (1er baron de L'Isle et Dudley)
- Mary FitzClarence (1798-1864), épouse le général Charles Richard Fox
- Frederick FitzClarence (1799-1854), épouse Augusta Boyle
- Elizabeth FitzClarence (1801-1856), épouse William Hay (18e comte d'Erroll)
- Adolphus FitzClarence (1802-1856), sans alliance
- Augusta FitzClarence (1803-1865), épouse en premières noces John Kennedy-Erskine le 5 juillet 1827, puis en secondes noces l'amiral Frederick Gordon-Hallyburton
- Augustus FitzClarence (1805-1854), épouse Sarah Elizabeth Gordon
- Amelia FitzClarence (1807-1858), épouse Lucius Cary (10e vicomte Falkland).

Parmi ses descendants notables, on peut citer :
- Andrew Bertie (1929-2008), grand-maitre de l'ordre souverain de Malte ;
- Johnny Dumfries, de son vrai nom John Colum Crichton-Stuart, 7e marquis de Bute (né en 1958), un ancien pilote automobile écossais ;
- David Carnegie, 4e duc de Fife (né en 1961) ;
- David Cameron (né en 1966), Premier ministre britannique de 2010 à 2016.